# José Osorio Navarrete
José Luis Osorio Navarrete (Angol, 21 de septiembre de 1894-11 de septiembre de 1948) fue un abogado y político radical chileno, hijo de José Luis Osorio y de Dorila Navarrete. Contrajo nupcias en 1921 con Clarisa Silva Pérez y en segundas nupcias en 1942 con Marta Fredes.
Educado en el Internado Nacional Barros Arana y en la Facultad de Derecho de la Universidad de Chile, donde se juró como abogado en 1918, con una tesis titulada "La represión de la prostitución y la profilaxis de la sífilis". Fue abogado del Banco Español, de la Caja Nacional de Ahorros, y de la Caja de Crédito Agrario. Dedicó su tiempo además a las actividades agrícolas, explotando el fundo “Chumpiro”, en Angol.

## Actividades políticas
Militante del Partido Radical, llegando a ser delegado de su colectividad a la Junta Central. Fue secretario de la Municipalidad y de la Intendencia de Malleco. 
Electo Diputado por la 20.ª agrupación departamental, correspondiente a las comunas de Angol, Traiguén, Victoria y Collipulli  (1933-1937), participando de la comisión permanente de Gobierno Interior. Reelegido Diputado por la 20.ª agrupación departamental (1937-1941), en esta ocasión se mantuvo como miembro de la comisión permanente de Gobierno Interior.
Fue dos veces más Diputado por la misma agrupación de comunas (1941-1945 y 1945-1949), integrando la comisión de Gobierno Interior y la de Agricultura y Colonización.
Falleció el 11 de septiembre de 1948, antes de concluir su período legislativo, como quedaba poco tiempo para la siguiente elección parlamentaria no se llenó la vacante.